# Walt Whitman

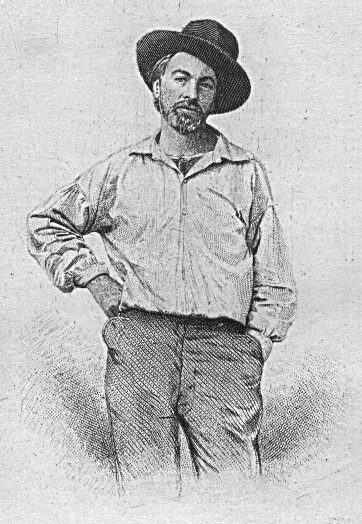
Walt Whitman (1855)

Walter „Walt” Whitman (ur. 31 maja 1819 w West Hills, na Long Island, zm. 26 marca 1892 w Camden) – amerykański poeta i prozaik, uważany za jednego z prekursorów współczesnej literatury amerykańskiej. Przez wielu okrzyknięty mianem „największego amerykańskiego poety” oraz „ojca wiersza wolnego”. Jego twórczość wywarła wpływ na filozofię transcendentalistów i na pragmatyzm (Jamesa), a także na pokolenie Beat Generation oraz ruch hippisowski końca lat 60.
Za ważny w dorobku Whitmana uważa się zbiór wierszy Źdźbła trawy (ang. Leaves of Grass, 1855), uznany przez współczesnych poecie za dzieło kontrowersyjne i skandalizujące ze względu na epatowanie śmiałą erotyką. Typowy bohater wierszy Whitmana to humanista (Rozkosze nieba są ze mną i męki piekieł są ze mną) i samotny wędrownik przesiąknięty wiarą w harmonię wszechświata, celebrujący naturę, płodność i pierwotny popęd seksualny.
W książce „Reading Gay American Writers” amerykański pisarz Rick Whitaker określa Whitmana jako najbardziej otwartego, muzycznie entuzjastycznego celebratora homoseksualnej miłości w XIX-wiecznej Ameryce.

## Życiorys
Walt Whitman urodził się na farmie w okolicy miasta South Huntington, na Long Island w stanie Nowy Jork w roku 1819 jako drugie z dziewięciorga dzieci. W 1823 rodzina Whitmanów przeprowadziła się na Brooklyn.
Whitman uczęszczał do szkoły tylko przez sześć lat, po czym pracował jako chłopiec na posyłki w kancelarii adwokackiej. Był prawie wyłącznie samoukiem, czytał zwłaszcza dzieła Homera, Dantego i Szekspira. W latach 1830–1831 uczył się drukarstwa w rozmaitych drukarniach. Od jesieni 1832 do 12 marca 1835 pracował jako zecer w „Long Island Star”, a od maja 1835 do 1836 – w drukarniach Nowego Jorku. W 1836 wrócił na Long Island; został nauczycielem w wiejskiej szkole. Był fundatorem i wydawcą tygodnika „Long-Islander” w rodzinnym Huntington w 1838 i 1839. Kontynuował nauczanie na Long Island do 1841, potem wrócił do Nowego Jorku, gdzie pracował jako zecer w „The New World”. W 1840 brał udział w kampanii prezydenckiej Martina Van Burena.
Przez dwa lata wydawał wpływowe brooklińskie czasopismo „Orzeł”, ale względy polityczne (podział Partii Demokratycznej) pozbawiły Whitmana tej pracy ze względu na jego poparcie dla Free Soil Party. W latach 1841–1843 redagował pisma „The Aurora”, „The Tattler” oraz „The Statesman”. Był także redaktorem „The New York Democrat” i „The New York Mirror”. Pracował dla znanych nowojorskich pism: „Democratic Review”, „Broadway Journal”, „American Review”, „New York Sun” i „Columbian Magazine”. W 1846-1847 był redaktorem naczelnym „Daily Eagle”. W 1848 wydawał gazetę „The Crescent” w Nowym Orleanie. W tym samym roku wrócił na Brooklyn i objął stanowisko redaktora tygodnika „Brooklyn Freeman”. W 1849 tygodnik przerodził się w dziennik, a od kwietnia Whitman prowadził także drukarnię i księgarnię. Podczas choroby ojca Walt przejął rodzinny interes budowlany.
W roku 1841 Whitman zaczął wydawać swoje opowiadania, a rok później światło dzienne ujrzały jego powieści: Franklin Evans oraz The Child’s Champion. Pierwsza edycja Źdźbeł trawy została wydana przez Whitmana na własny koszt w roku 1855 (w tym samym roku zmarł jego ojciec). W tamtym czasie stanowiły one zbiór dwunastu długich, pozbawionych tytułów wierszy. Reakcje czytelników i krytyków były stonowane, ale pozytywne. Pisząc anonimową recenzję zbioru, Whitman użył sformułowania „Nareszcie amerykański poeta!”. Po roku ukazało się drugie wydanie, zawierające list gratulacyjny od Ralpha Waldo Emersona, który Whitman dołączył bez zgody autora. To wydanie zawierało dwadzieścia dodatkowych wierszy.
Podczas wojny secesyjnej Whitman zajmował się rannymi żołnierzami w Waszyngtonie i jego okolicach. Wtedy też często widywał Abrahama Lincolna, który budził w poecie niemałe uznanie. Dowodem tego są choćby wiersze „Kapitanie mój! Kapitanie!” i „When Lilacs Last in the Dooryard Bloomed”, które powstały pod wpływem głębokiej żałoby Whitmana po zamachu na Lincolna w 1865.
Po wojnie secesyjnej objął posadę urzędniczą w departamencie spraw wewnętrznych, jednak kiedy James Harlan odkrył, że Whitman był autorem cyklu poezji Źdźbła trawy, zawierającego motywy homoseksualne, uznał je za „obraźliwe” i natychmiast usunął Whitmana z tego stanowiska. W 1877 Whitman poznał kanadyjskiego psychiatrę i pisarza, Richarda Maurice’a Bucke’a, który został jego osobistym lekarzem i bliskim przyjacielem. Kiedy w 1881 ukazało się siódme wydanie Źdźbeł, dorobek poetycki Whitmana był już całkiem pokaźny. Cieszył się w tym czasie coraz szerszym uznaniem, na co wskazywał dość duży nakład. Płynące ze sprzedaży wierszy dochody umożliwiły Whitmanowi zakup domu w Camden w stanie New Jersey.
Whitman zmarł 26 marca 1892 i został pochowany na Cmentarzu Harleigh w Camden, w prostym grobowcu własnego projektu.
Wiersze Walta Whitmana tłumaczyli na polski m.in.: Stefan Napierski, Stanisław Vincenz, Czesław Miłosz, Ludmiła Marjańska, Krzysztof Boczkowski, Stanisław Barańczak, Andrzej Szuba i Ryszard Mierzejewski. W 2018 roku ukazała się w Polsce odnaleziona w 2017 roku powieść Whitmana Życie i przygody Jacka Engle’a w przekładzie Szymona Żuchowskiego (Biuro Literackie).